# Transferidor

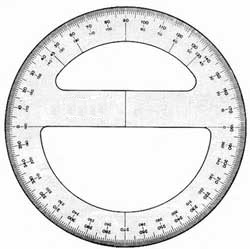
Transferidor escolar de 360°

Transferidor é um instrumento feito para medir ângulos composto por uma escala circular, ou de seções de círculo, dividida e marcada em ângulos espaçados regularmente, tal qual numa régua. Seu uso é diversificado tendo emprego em educação, matemática, engenharia, topografia, construção e diversas outras atividades que requeiram o uso e a medição de ângulos com precisão.
Fixos
- Transferidor de 360°
- Transferidor de 180°
- Transferidor de 90°

Móveis
- Transferidor de ângulo (com ou sem relógio)

Cabe notar que os transferidores podem marcar os ângulos não somente em graus mas também em milésimos, como aqueles utilizados pelos militares para aplicações de tiro.
Existem diversos modelos de transferidores com aplicações em:
- Aeronáutica
- Astronomia
- Escolar
- Engenharia
- Navegação
- Topografia
- Trigonometria